# Kopar (biljni rod)
Kopar (anetum, lat. Anethum), maleni biljni rod iz porodice štitarki, kojemu uz vrstu kopra ili slatkog januša, pripada i afrička vrsta A. theurkauffii, dok su sve ostale vrste priključene nekom drugom rodu porodice štitarki (vidi popis sinonima)
- Sadnica slatkog januša
- Sjemenke kopra
- Anethum graveolens
- Anethum graveolens

## Sinonimi
1. Anethum arvense Bess. = Ridolfia segetum (L.) Moris
2. Anethum arvense Salisb. = Anethum graveolens L.
3. Anethum capense Thunb. = Chamarea capensis (Thunb.) Eckl. & Zeyh.
4. Anethum chryseum Boiss. & Heldr. = Dichoropetalum chryseum (Boiss. & Heldr.) Pimenov & Kljuykov
5. Anethum cymbocarpum DC. = Cymbocarpum anethoides DC.
6. Anethum dulce (Mill.) DC. = Foeniculum vulgare Mill.
7. Anethum erythraeum DC. = Cymbocarpum erythraeum (DC.) Boiss.
8. Anethum foeniculoides Maire & Wilczek = Schoenoselinum foeniculoides (Maire & Wilczek) Jim.Mejías & P.Vargas
9. Anethum foeniculum L. = Foeniculum vulgare Mill.
10. Anethum foeniculum var. piperitum (Ucria) DC. = Foeniculum vulgare Mill.
11. Anethum involucratum Korov. = Anethum graveolens L.
12. Anethum japonicum (Thunb.) Koso-Pol. = Peucedanum japonicum Thunb.
13. Anethum minus Gouan = Foeniculum vulgare Mill.
14. Anethum panmori Roxb. = Foeniculum vulgare Mill.
15. Anethum panmorium Roxb. ex Flem. = Foeniculum vulgare Mill.
16. Anethum pastinaca Wibel = Pastinaca sativa subsp. sativa
17. Anethum pinnatum Ruiz & Pav. ex Urb. = Cyclospermum leptophyllum (Pers.) Sprague
18. Anethum piperitum Ucria = Foeniculum vulgare Mill.
19. Anethum pusillum hort. ex Steud. = Ridolfia segetum (L.) Moris
20. Anethum rupestre Salisb. = Foeniculum vulgare Mill.
21. Anethum segetum L. = Ridolfia segetum (L.) Moris
22. Anethum trifoliatum Roxb. = Pimpinella heyneana (Wall. ex DC.) Benth.